# Odrodzenie harcerstwa

## Historia harcerstwa w latach1945–1949
Kalendarium:

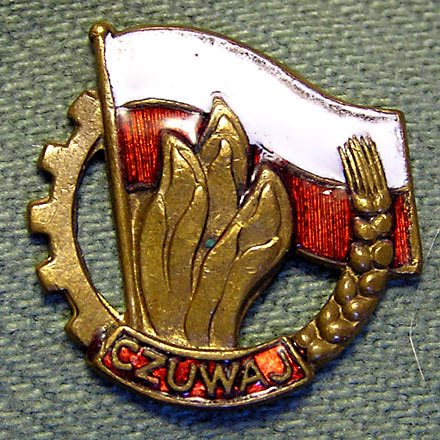
Znaczek harcerski tzw. Czuwajka - odznaka członkowska Organizacji Harcerskiej Związku Młodzieży Polskiej, a następnie Organizacji Harcerskiej Polski Ludowej

- od lipca 1944 - masowe i spontaniczne odradzanie się oraz powstawanie nowych drużyn harcerskich.
- 30 grudnia 1944 - Zarządzenie kierowników Resortów Administracji Publicznej i Oświaty: „Zepchnięte w podziemie przez okupanta Stowarzyszenie Wyższej Użyteczności, Związek Harcerstwa Polskiego, powołuje się z powrotem do życia jawnego”. Powołanie Tymczasowej Naczelnej Rady Harcerskiej (TNRH), w skład której weszli instruktorzy harcerscy oraz działacze ZWM, OM TUR i ZMW "Wici".
- początek 1945 - Nowe prawo i przyrzeczenie oraz Deklaracja Ideowa.
- rok 1945 - ZHP odradza się w tradycyjnym kształcie organizacyjnym (podział na Organizację Harcerek i Organizację Harcerzy). Początek Centralnych Akcji Szkoleniowych (CAS) mających wykształcić nowych instruktorów – jednym z największych problemów harcerstwa były wówczas niedostatki kadry, ZHP liczył ponad 200 tys. członków, ale na jednego instruktora przypadało 450 harcerzy.
- luty 1946 - Aleksander Kamiński zostaje drugim wiceprzewodniczącym ZHP.
- rok 1946 - Walka polityczna o wpływy w harcerstwie, tocząca się na forum władz Związku i Komisji Porozumiewawczej Organizacji Młodzieżowych, nie budzi zainteresowania na niższych szczeblach organizacyjnych, gdzie codzienna praca wychowawcza jest prowadzona według tradycyjnych form i metod. Służba harcerska jest nastawiona na udział w odbudowie kraju i zagospodarowaniu Ziem Odzyskanych. Harcerstwo stara się zachować neutralność polityczną. ZHP liczy 238 tys. członków.
- listopad 1946 - Pelagia Lewińska, pracownica wydziału propagandy KC PPR, zostaje Sekretarzem Generalnym ZHP, mając umożliwić opanowanie ZHP przez umocnioną po wyborach PPR.
- rok 1947 - Obóz rządzący próbuje (bez jednorodnej koncepcji) zdominować ZHP, które liczy 270 tys. członków. Zmiany przeprowadzone w statucie ZHP są niezgodne z zasadami światowego skautingu (WOSM i WAGGGS), ich efektem jest usunięcie związku z obu światowych organizacji skautowych.
- marzec 1947 - Aleksander Kamiński odchodzi z Naczelnictwa ZHP na skutek ataku ministra oświaty Stanisława Skrzeszewskiego na jego osobę oraz na harcerstwo, zawierającego bezpodstawne i krzywdzące zarzuty.
- 7 czerwca 1947 - TNRH uchwala nowy tekst prawa i przyrzeczenia dla uspokojenia nastrojów po odwołaniu Zjazdu Walnego.
- 14 czerwca 1947 - Podczas poświęconego sprawom harcerstwa posiedzenia partyjnej Komisji do Spraw Młodzieżowych przyjęto, że „ofensywa na harcerstwo powinna nastąpić ze wszystkich kierunków: Wojsko, Partia, Administracja szkolna, ZWM”.
- jesień 1947 - Grupa pepeerowska w naczelnych władzach harcerskich inicjuje prace nad przebudową programową i ideologiczną ZHP.
- 12 grudnia 1947 - Zostaje powołana Komisja Programowa obu Głównych Kwater w celu skoordynowania prac harcerzy i harcerek. Na jej czele staje Naczelniczka Harcerek Wiktoria Dewitzowa. Podstawowym założeniem projektu przebudowy programowej było „powiązanie harcerstwa z realnym życiem” poprzez włączenie go w realizację zadań ogólnospołecznych. Zerwano z uznawaną za wsteczną pedagogiką personalistyczną na rzecz pedagogiki społecznej: „punktem wyjścia działania wychowawczego nie jest osobowość dziecka, a realne potrzeby społeczne”.
- 27-29 lutego 1948 - Harcerska Służba Polsce (HSP) – nowy program pracy harcerstwa proklamowany oficjalnie na konferencji instruktorskiej (był to centralny plan udziału Związku w odbudowie kraju, zmierzający do zasadniczego zwrotu w ZHP, polegającego na odejściu od dotychczasowego skautowego modelu pracy).
- lato 1948 - Akcja letnia przebiega pod znakiem HSP, czyli realizacji czterech kierunków-zadań: „Las i rola”, „Odbudowa”, „Kultura i Oświata”, „Dziecko i Zdrowie”. Podczas CAS kadra instruktorska zostaje zapoznana z podstawami marksizmu. ZHP liczy 290 tys. członków.
- 22 lipca 1948 - Utworzenie jednej (wzorowanej na radzieckim Komsomole) organizacji młodzieżowej – Związku Młodzieży Polskiej, w skład którego weszły ZWM, OM TUR, ZWM „Wici” oraz ZMD, oraz ściśle powiązanego z ZMP Związku Akademickiej Młodzieży Polskiej. ZHP, traktowany jako organizacja młodszej młodzieży, nie podlegał zjednoczeniu.
- 1 października 1948 - Uchwała Głównych Kwater Harcerek i Harcerzy oraz dotychczasowego naczelnictwa o przekształceniu się w jeden kierowniczy organ Związku pod nazwą Naczelnictwa. Połączenie w ZHP pionu męskiego i żeńskiego.
- koniec 1948 - Projekt Lewińskiej reorganizacji ZHP uzyskuje akceptację najwyższych władz partyjnych. Charakter nowego harcerstwa określała rezolucja Biura Organizacyjnego KC PZPR: „ZHP jest bazą dla dzieci pracującą na bazie szkoły ogólnokształcącej stopnia podstawowego (7-15 lat). Jest organizacją szeroką, powszechną, dobrowolną. Jest jedyną organizacją dziecięcą. Strukturalnie organizacja najniższych ogniw opiera się na szkole podstawowej, na wyższych szczeblach na podziale administracyjnym państwa. Harcerstwo ideologicznie i organizacyjnie związane jest z ZMP”. Po tej uchwale odchodzi kolejna grupa instruktorów z ZHP.
- 20 grudnia 1948 - Podjęta przez zebranych na konferencji komendantów i komendantki chorągwi uchwała oceniała, że „wychowanie skautowe, którego częścią było harcerstwo, zrodziło się w ustroju kapitalistycznym i jako typowy jego wytwór wiązało młodzież z grupami przeciwstawiającymi się postępowi społecznemu w Polsce, wzmacniając elementy nacjonalistyczne i reakcyjne. W związku z tym zebrani postanawiali: My instruktorzy, wychowawcy najmłodszego pokolenia budującego socjalistyczną Polskę, zrywamy ze wszystkimi pozostałościami wychowania skautowego i harcerskiego, które są odbiciem ustroju kapitalistycznego, i chcemy naszą robotę harcerską oprzeć na zasadach wychowania socjalistycznego”.
- 28 stycznia 1949 - Referat Pelagii Lewińskiej „Problemy przebudowy harcerstwa” opublikowany później jako „Walka o nowe harcerstwo”, według uczestników konferencji RTPD był „rewelacyjny zarówno dla pedagogów znających harcerstwo, jak i nie obznajomionych z nim. Druzgocząca krytyka ideologii i metod harcerskich obnażyła ich korzenie klasowe i stała się walną rozprawą z imperialistyczno-nacjonalistycznym systemem wychowawczym”.

Twórca skautingu (Baden-Powell) i polscy uczniowie „mistrza” opierali – jak twierdzą dziś jeszcze – wychowanie dobrego obywatela na założeniach systemu „puszczaństwa”. Trudno zrozumieć nam, ludziom okresu budowy ustroju socjalistycznego jak można mówić o wykształceniu w młodzieży, przebywającej w puszczy, cech dobrego obywatela. Jak można myśleć, że człowieka postępu społecznego, nowoczesnej techniki, człowieka cywilizacji, który własnymi rękami buduje nowy ustrój, można wychowywać w ostępach leśnych, z dala od życia i jego spraw, z dala od jego walki? (...) 

Jakimi cechami miał odznaczać się „dobry obywatel”, wychowany metodą skautową? Zajęcia skautowe zaprawiały młodzież do życia w warunkach kolonialnych, w terenie nietkniętym ręką cywilizacji. Ukrywanie się przed okiem innych, śledzenie i ściganie – to są metody białego policjanta w krajach kolorowych „tubylców”.

Program stopni harcerskich, według których wychowywała się młodzież, obejmuje przede wszystkim elementy zaradności, rozmaite umiejętności i wszystkie właściwości potrzebne człowiekowi, który musi śledzić, który jest nastawiony na akcję szpiegowską, policyjną. Weźmy dla przykładu sprawność tzw. trzech piór. Polegała ona na tym, że dziecko przez 24 godziny pozostawało bez jedzenia, w milczeniu, gdzieś w ostępach leśnych. Jasne jest, jakie to miało wyrobić cechy w człowieku. (...)

Stosunek skautingu do szkoły jest pełen pogardy. (...) Skauting zachwala przede wszystkim ślepy „czyn”, nieskrępowany refleksją, neguje znaczenie wiedzy. (...) Wiemy, że pedagogika faszystowska postawiła tę samą zasadę na czele swego systemu wychowania przez ślepy czyn, dla „wyżycia się”, dla wyładowania swej energii biologicznej. Tak jest w skautingu, tak było w przedwojennych organizacjach hitlerowców: „przede wszystkim działaj, a myślenie nie jest ci konieczne”. (...) Tak wychowywano niemieckich ludobójców, usiłuje się w ten sposób przygotować masy obywateli amerykańskich na ślepe narzędzie w rękach podżegaczy do nowej wojny. 

Tenże ciasny pragmatyzm, właściwy programowi działania skautowego i harcerstwa, wykluczający i negujący wartość nauki szkolnej, zaniedbujący wszelką lekturę i dyskusję, spowodował, że można było wychować tysiące młodzieży na ślepe narzędzia w ręku obcych agentur. (...)

- marzec 1949 - Ograniczono wiek młodzieży harcerskiej do 15 lat (a wkrótce do 14 lat). W konsekwencji ulegają rozpadowi liczne drużyny. Zlikwidowano „Na Tropie” - jedyne funkcjonujące jeszcze pismo harcerskie. Harcerski ruch wydawniczy zamarł.
- rok 1949 - Wprowadzono nowe stopnie i sprawności. Za podstawę pracy w roku 1949/1950 przyjęto referat Władysława Kosińskiego „W pracy i walce z klasą robotniczą wychowujemy młodzież harcerską”. Stopniowo eliminowano tradycyjne formy pracy i emblematy organizacyjne. Na miejsce krzyża i lilijki wprowadzono odznakę harcerską – „czuwajkę” wzorowaną na znaczku ZMP. Instruktorów-księży zwalniano z funkcji i zabraniano wszelakich akcentów religijnych. Wprowadzono nowy mundur na wzór pionierski, podobnie jak i nowy salut zastępujący tradycyjny – wojskowy. Pozdrowienie harcerskie przyjęło formę „W nauce, pracy i walce – Czuwaj!”. Komendy chorągwi i hufców przemianowano na komendy wojewódzkie i powiatowe. Zlikwidowano harcerstwo starsze, a młodzież szkół średnich przekazano do ZMP i „Służby Polsce”. Zwolniono większość dawnych instruktorów oraz przyznano stopień harcmistrza wszystkim członkom Zarządu Głównego ZMP.